# 大韩民国临时政府
大韩民国临时政府（：／），朝鮮民主主義人民共和國方面称為上海臨時政府（：／），简称临政（／）、臨時政府（／），是朝鲜半岛在日韓合併后，于1919年在上海法租界成立，后搬迁至中華民國重庆的一个流亡政府。该政府未曾受到任何國家的承认，而国民政府当时虽也未正式承认，但给予了其极大的援助，如协助训练地下武装及情报人员，并为其在国际范围扩大影响，1948年，大韩民国临时政府随着大韩民国（该年8月15日成立）和朝鲜民主主义人民共和国（该年9月9日成立）先后建国而被取代。不过在中国的大韩民国临时政府的旧址仍然存在，而其中上海的旧址，被韩国方面称为“韩民族独立运动的圣殿”。

## 临时政府的成立

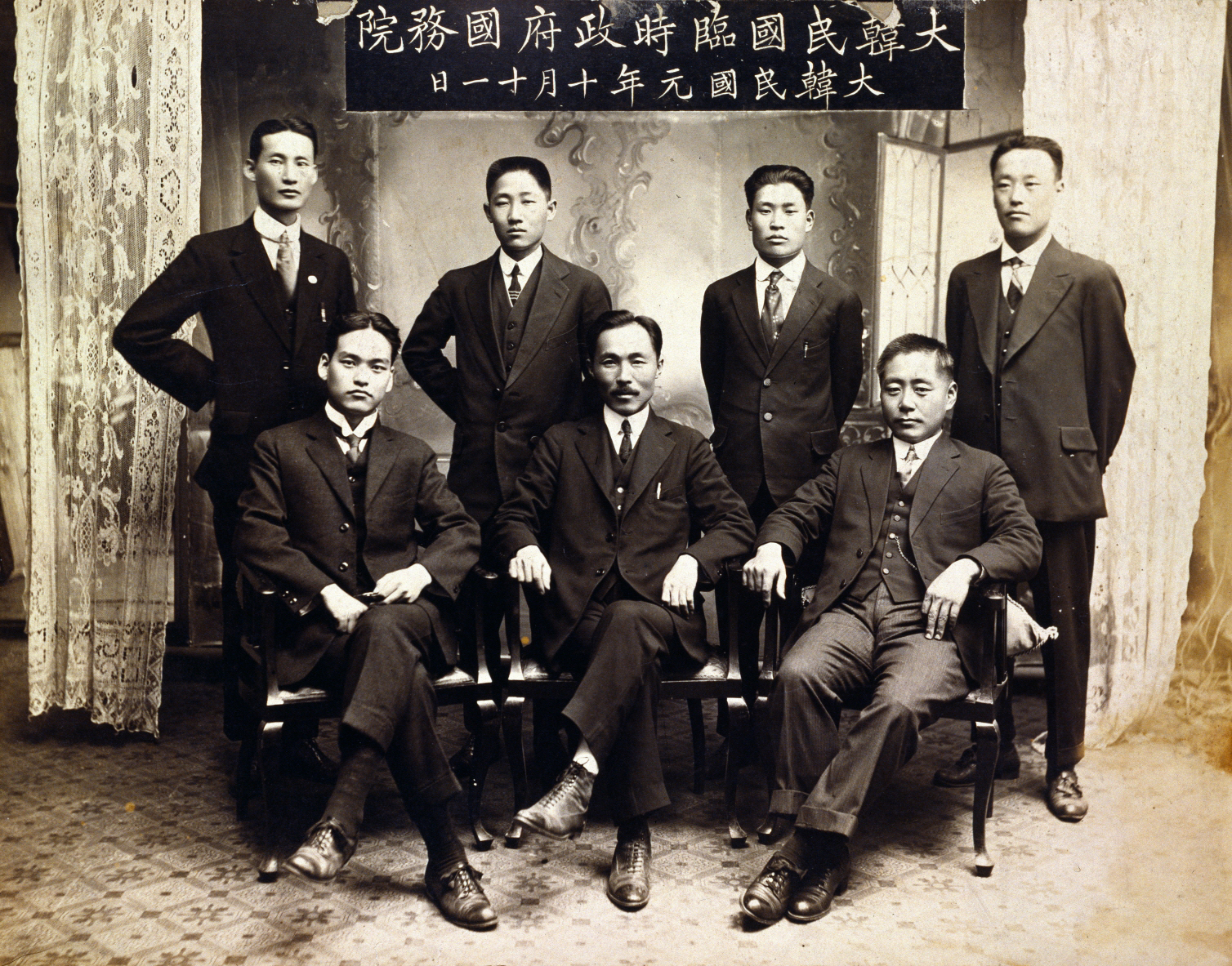
大韩民国临时政府国务院纪念照片（1919年10月11日）。前排左起申翼熙、安昌浩、玄楯。第二排金澈、尹顯振、崔昌植、李春塾。

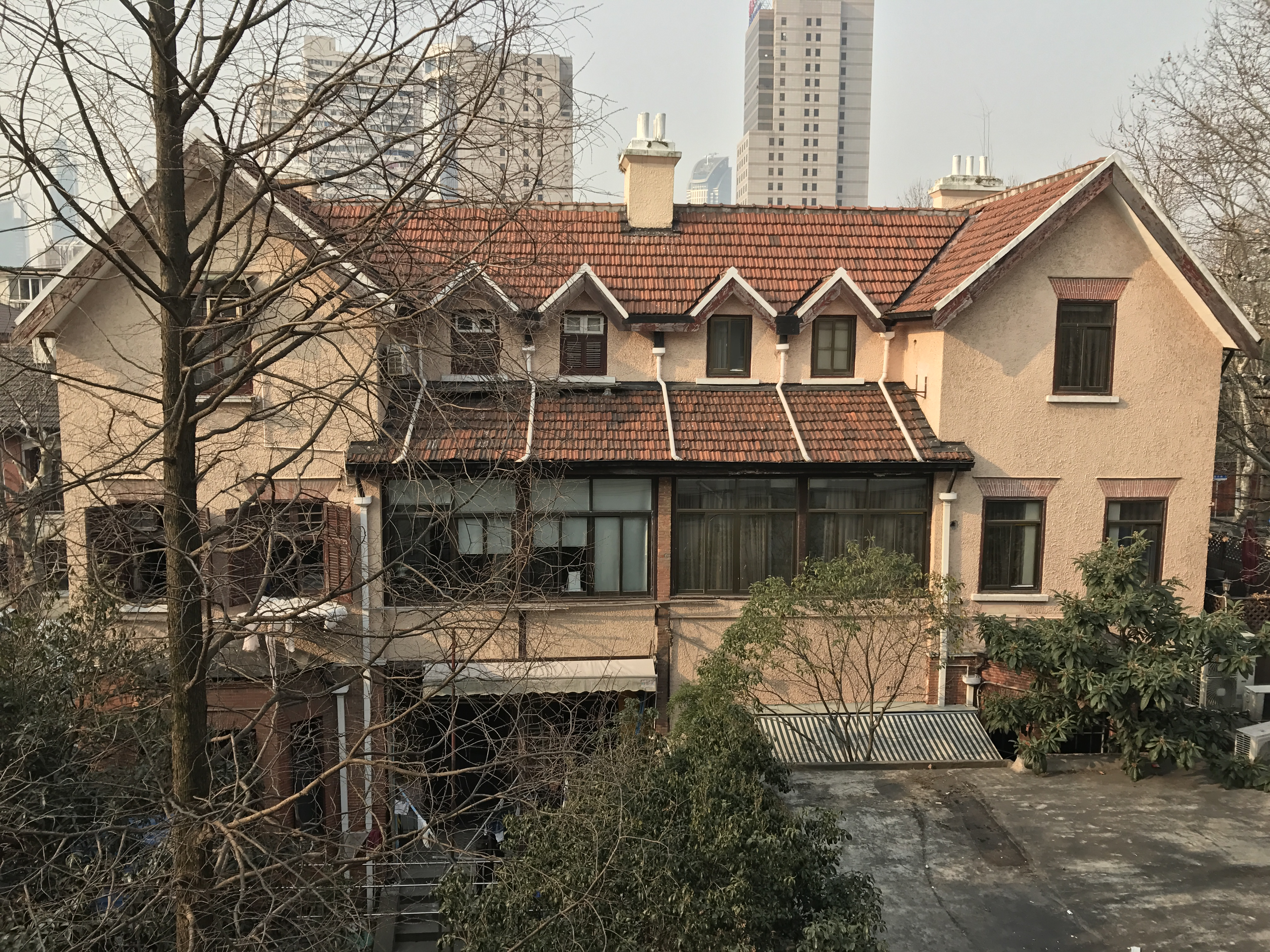
大韩民国临时政府诞生地旧址 上海法租界金神父路22号（今上海市黄浦区瑞金二路50号）

1919年3月1日，三一运动爆发，以孙秉熙为首的三十三位民族代表在明月馆集体签署独立宣言书，宣布大韩民族有建立独立国家的神圣权利。在三一运动遭到日本殖民当局镇压后，韩国独立志士竞相出亡国外。3月21日，流亡俄国的韩国志士在海参崴成立了大韩民国议会政府，以孙秉熙为大统领，李承晚为国务总理。留在韩国的韩国志士接着在京城（今首爾）也组织了朝鲜民国临时政府，初以李东辉为执政官总裁，李承晚为国务总理。4月9日又公布以孙秉熙为正都领，李承晚为副都领，选举李承晚为内阁总理。
4月10日，流亡上海的韩国志士经李光洙、孙贞道提议，同时在杜月笙的安排下，在位于上海法租界金神父路（今瑞金二路）22号的玄楯住所召开由来自韩国各地和海外的独立运动代表29人出席的代表会议，决定成立临时议政院，作为最高民意机关。4月11日，又在相同地点召开了大韩民国临时议政院第一届会议。选举李东宁为议长，孙贞道为副议长，李光洙、白南士为书记。制订《大韩民国临时宪章》十条，决定不採用君主制，成立大韩民国临时政府，通过临时政府《施政纲领》和政府成员《宣誓文》，确定采取国务总理制，选举李承晚任国务总理，安昌浩任内务总长，金奎植任外务总长，李始荣任法务总长，崔在亨任财务总长，李东辉任军务总长，文昌范（一说申锡雨）任交通总长，秘书长为赵素昂。由于当选者大多不在上海，遂又选举申翼熙任内务次长、玄楯任外务次长、李春塾任财务次长，鲜于赫任交通次长、曹成焕任军务次长、南亨佑任法务次长，负责各部日常工作。并通过了告全体国民《布告》和告世界各国政府《宣言书》。
4月13日，大韩民国临时政府正式宣布成立，发布《布告》和《宣言书》。《布告》号召全体国民为开创“子孙万代自由幸福之路”和“恢复国权”而奋斗，宣布临时政府“主张祖国绝对独立”等6条施政纲领。《宣言书》强调大韩民国是承继韩国民族历史，顺应世界大势的合法政府。4月17日，得到法國驻上海总领事署和法租界公董局的默许，大韩民国临时政府在霞飞路（今淮海路321号）挂牌办公。
4月22日至23日，69名议员在金神父路22号玄楯住所召开大韩民国临时议政院第二届会议，改选孙贞道为议长。制订颁布《临时议政院法》，规定临时议政院有立法权和监督权。对临时政府进行了组织和人事调整，改次长制为委员制。4月23日，汉城方面也秘密召开了国民大会，决议成立汉城临时政府，选举李承晚为执政官总裁，李东辉为国务总理。
当时除了大韩民国议会政府、朝鲜民国临时政府、大韩民国临时政府、汉城临时政府外，韩国国内还有大韩民间政府、平安道的新韩民国临时政府等。出现了俄、华、韩三地政府并存的局面，为了解决这一问题，大韩民国议会政府、大韩民国临时政府与汉城临时政府经过协商，9月，大韩民国临时政府以改宪的形式，吸收大韩民国议会政府后，与汉城临时政府统合，建立单一统合的大韩民国临时政府。同时改总理制为大统领制。以李承晚为大统领。

## 歷代臨時政府首班及其任期
| #  | 姓名       | 任期                         | 職務名稱                       |
| -- | ---------- | ---------------------------- | ------------------------------ |
| 0  | 李承晚（이승만） | 1919年4月10日—1919年9月      | 大韓民國臨時政府執政官總裁     |
| 1  | 李承晚（이승만） | 1919年9月—1925年3月21日      | 大韓民國臨時政府大統領         |
| 2  | 朴殷植（박은식） | 1925年3月21日—1925年9月      | 大韓民國臨時政府大統領         |
| 3  | 李相龍（이상룡） | 1925年9月—1926年1月          | 大韓民國臨時政府首班（國務領） |
| 4  | 梁起鐸（양기탁） | 1926年1月—1926年4月29日      | 大韓民國臨時政府首班（國務領） |
| 5  | 李東寧（이동녕） | 1926年4月29日—1926年5月3日   | 大韓民國臨時政府首班（國務領） |
| 6  | 安昌浩（안창호） | 1926年5月3日—1926年5月16日   | 大韓民國臨時政府首班（國務領） |
| 7  | 李東寧（이동녕） | 1926年5月16日—1926年7月7日   | 大韓民國臨時政府首班（國務領） |
| 8  | 洪震（홍진）   | 1926年7月7日—1926年12月14日  | 大韓民國臨時政府首班（國務領） |
| 9  | 金九（김구）   | 1926年12月14日—1927年        | 大韓民國臨時政府首班（國務領） |
| 10 | 金九（김구）   | 1927年—1927年8月             | 大韓民國臨時政府主席           |
| 11 | 李東寧（이동녕） | 1927年8月19日—1930年10月     | 大韓民國臨時政府主席           |
| 12 | 李東寧（이동녕） | 1930年10月—1933年            | 大韓民國臨時政府主席           |
| 13 | 李東寧（이동녕） | 1933年—1935年10月            | 大韓民國臨時政府主席           |
| 14 | 李東寧（이동녕） | 1935年10月—1939年10月25日    | 大韓民國臨時政府主席           |
| 15 | 李東寧（이동녕） | 1939年10月25日—1940年3月13日 | 大韓民國臨時政府主席           |
| 16 | 金九（김구）   | 1940年3月—1944年4月          | 大韓民國臨時政府國務委員會主席 |
| 17 | 金九（김구）   | 1944年4月—1947年3月3日       | 大韓民國臨時政府國務委員會主席 |
| 18 | 李承晚（이승만） | 1947年3月3日—1947年9月5日    | 大韓民國臨時政府國務委員會主席 |
| 19 | 李承晚（이승만） | 1947年9月5日—1948年8月15日   | 大韓民國臨時政府國務委員會主席 |

## 歷代臨時政府國務總理及其任期
| #  | 姓名       | 任期                        | 職務名稱                             |
| -- | ---------- | --------------------------- | ------------------------------------ |
| 1  | 李承晚（이승만） | 1919年4月11日—1919年4月23日 | 大韓民國臨時政府國務總理             |
| 2  | 李東寧（이동녕） | 1919年4月23日—1919年9月     | 大韓民國臨時政府國務總理             |
| 3  | 李东辉（이동휘） | 1919年9月—1921年3月         | 大韓民國臨時政府國務總理             |
| 4  | 李東寧（이동녕） | 1921年3月—1921年5月16日     | 大韓民國臨時政府國務總理（權限代行） |
| 5  | 申圭植（신규식） | 1921年5月16日—1922年6月     | 大韓民國臨時政府國務總理             |
| 6  | 盧伯麟（노백린） | 1922年5月16日—1923年1月     | 大韓民國臨時政府國務總理             |
| 7  | 盧伯麟（노백린） | 1923年1月—1924年4月9日      | 大韓民國臨時政府國務總理             |
| 8  | 金九（김구）   | 1924年4月9日—1924年4月23日  | 大韓民國臨時政府國務總理（代理）     |
| 9  | 李東寧（이동녕） | 1924年4月23日—1924年6月     | 大韓民國臨時政府國務總理             |
| 10 | 朴殷植（박은식） | 1924年6月—1925年3月11日     | 大韓民國臨時政府國務總理             |
|    | 金奎植（김규식） | 1940年—1948年8月15日        | 大韓民國臨時政府副主席               |

## 大韓民國臨時政府遷移情況一覽表
| #  | 地点                    | 时间                   | 说明 | 图片 |
| -- | ----------------------- | ---------------------- | --- | ---- |
| 1  | 上海（상해/상하이）     | 1919年4月～1932年5月   | 上海大韩民国临时政府旧址（1926年至1932年）位于黃浦区马当路306弄4号，曾为卢湾区文物保护单位。自1992年8月24日中韩建交以来，几任韩国总统卢泰愚（于1992年9月30日）、金泳三（于1994年3月26日）、金大中（于1998年11月15日）、卢武铉（于2003年7月10日）、李明博（于2010年4月30日）、朴槿惠（于2015年9月4日）都曾莅临参观。 |      |
| 2  | 杭州（항주/항저우）     | 1932年5月～1932年10月  | 另有一种说法认为：临时政府在杭州的驻扎时间为1932年5月～1935年11月 大韩民国临时政府杭州旧址纪念馆位于杭州市上城区长生路，现为杭州市文物保护单位。 |      |
| 3  | 鎮江（진강/전장）       | 1932年10月～1932年11月 | 另有一說為1935年11月～1937年11月-《白凡逸志》。2012年设立史料陈列馆。 |      |
| 4  | 南京（남경/난징）       | 1932年11月～1937年11月 | 金九住在淮清桥附近，被侵华日军空袭炸毁。 |      |
| 5  | 长沙（장사/창사）       | 1937年12月～1938年7月  | 大韩民国临时政府（长沙）活动旧址位于开福区连升街楠木厅6号。 |      |
| 6  | 广州（광주/광저우）     | 1938年7月～1938年11月  | 位于东山区恤孤院路12号柏园。 |      |
| 7  | 柳州（류(유)주/류저우） | 1938年11月～1939年5月  | 住所位于廖磊公馆，办公场所设在乐群社，后者已辟为柳州大韩民国临时政府抗日斗争活动陈列馆。 |      |
| 8  | 綦江（기강/치장）       | 1939年5月～1940年9月   | |      |
| 9  | 重慶（중경/충칭）       | 1940年9月～1945年11月  | 大韩民国临时政府於1940年9月17日在中華民國战时首都重庆成立韓國光复军總司令部，李青天將軍出任總司令，李范奭將軍出任參謀長。1941年12月8日，太平洋戰爭爆發。12月9日，大韓民國臨時政府發表對日宣戰聲明書，正式對軸心國宣战，并单方面宣布重庆为大韩民国“借地办公”的临时首都。重庆大韩民国临时政府旧址位于重庆市渝中区七星岗莲花池38号，现为重庆市文物保护单位，已辟为重庆大韩民国临时政府旧址陈列馆。2017年12月16日，时任韩国总统文在寅在访问中国大陆期间拜访了这一旧址。系韩国总统首次到访此旧址。 |      |
| 10 | 汉城                    | 1945年～1948年         | 命名为京桥庄，2005年列为韩国国家遗产。 |      |

## 評價
現在的《大韓民國憲法》前言中即提到「吾等大韓國民繼承了在三一運動中成立的大韓民国臨時政府的法統」。
朝鮮民主主義人民共和國則將大韓民國臨時政府評論為「無人承認的流亡團體」、「利用同胞的愛國心收集大量錢財中飽私囊，組織針對社会主義者的恐怖襲擊、妨礙金日成組織領導的抗日武裝鬥爭的反動集團」。